# Liste der Bischöfe von Langres
Die folgenden Personen waren Bischöfe von Langres (Frankreich):
- um 200 Sénateur
- um 240 Justus
- um 264 Desiderius (auch Didier oder Dizier)
- Vakanz
- 284–301 Martin
- 301–327 Honoratius
- 327–375 Urban
- 375–422 Paulinus I.
- 422–448 Fraternus I.
- 448–455 Fraternus II.
- 456–484 Aprunculus, auch Bischof von Clermont
- 485–490 Armentarius
- 490–493 Venancius
- 493–498 Paulinuns II. oder Paul
- 498–501 Patient
- 501–506 Albiso
- 506–539 Gregor von Langres, Urgroßvater mütterlicherseits von Gregor von Tours
- 539–572 Tetricus, Sohn von Gregorius
- 572 Silvester (auf dem Weg zu seiner Bischofsweihe gestorben)
- 572–583 Pappolus
- 583–595 Mummolus der Gute
- 595–618 Migetius
- 618–628 Modoald
- 628–650 Berthoald
- 650–660 Sigoald
- 660–670 Wulfrand
- 670–680 Godin
- 680–682 Adoin
- 682–690 Garibald
- 690–713 Héron
- 713–742 Eustorge
- † um 759 Vaudier
- 759–772 Herulphe
- 772–778 Ariolf
- 778–790 Baldric
- 790–820 Belto
- 820–838 Albéric
- 838–856 Thibaut I.
- 859–880 Isaac
- 880–891 Gilon de Tournus
- 891–899 Thibaut II.
- 899–901 Argrin. Abdique
- 909–922 Garnier I.
- 922–931 Gotzelin
- 932 Lethéric
- 932–948 Héric oder Héry (Erzkanzler)
- 948–969 Achard (Erzkanzler)
- 969–980 Vidric
- 980–1015 Brunon von Roucy (Haus Roucy)
- 1016–1031 Lambert
- 1031 Richard
- 1031–1049 Hugo I. de Breteuil (Haus Le Puiset)
- 1050–1065 Harduin
- 1065–1085 Raynard von Bar
- 1085–1110 Robert von Burgund (Älteres Haus Burgund)
- 1113–1125 Joceran de Brancion
- 1126–1136 Guillenc
- 1136–1138 Guillaume I. de Sabran
- 1138–1163 Geoffroy de La Roche-Vanneau
- 1163–1179 Walter von Burgund (Älteres Haus Burgund)
- 1179–1193 Manasses von Bar-sur-Seine
- 1193–1199 Garnier II. de Rochefort
- 1200–1205 Hutin de Vandeuvre
- 1205–1210 Robert de Châtillon
- 1210–1220 Guillaume de Joinville († 1226) (auch Erzbischof von Reims)
- 1220–1232 Hugues de Montréal (Haus Chacenay)
- 1232–1240 Robert von Thorotte († 1246) (auch Bischofselekt im Bistum Chalon 1226 und ab 1240 Bischof von Lüttich) (Haus Thorotte)
- 1242–1250 Hugues de Rochecorbon
- 1250–1266 Guy de Rochefort
- 1266–1291 Guy de Genève
- 1294–1305 Jean de Rochefort
- 1305–1306 Bertrand de Goth († 1313) (davor und danach Bischof von Agen)
- 1306–1318 Guillaume de Durfort de Duras († 1330) (auch Erzbischof von Rouen)
- 1318–1324 Ludwig von Poitiers († 1327) (auch Bischof von Viviers und Metz) (Haus Poitiers-Valentinois)
- 1324–1329 Pierre de Rochefort
- 1329–1335 Johann von Chalon-Arlay (auch Bischof von Basel) (Haus Chalon)
- 1335–1338 Guy Baudet (Kanzler von Frankreich)
- 1338–1342 Jean des Prez († 1349) (auch Bischof von Tournai)
- 1342–1344 Jean d’Arcy (auch Bischof von Autun)
- 1344–1345 Hugues de Pomarc
- 1345–1374 Wilhelm von Poitiers (Haus Poitiers-Valentinois)
- 1374–1395 Bernard de La Tour (Haus La Tour d’Auvergne)
- 1395–1413 Ludwig von Bar (Administrator ab 1397) (auch Bischof von Poitiers 1391–1392, 1423–1424, Bischof von Beauvais 1395, 1397 Kardinaldiakon von Sant’Agata dei Goti, 1409 Kardinalpriester von Santi XII Apostoli, 1412 Kardinalbischof von Porto e Santa Rufina und Administrator von Verdun 1413–1420, 1424–1430) (Haus Scarponnois)
- 1413–1433 Charles de Poitiers (Haus Poitiers-Valentinois)
- 1433 Jean Gobillon († ca. 1435)
- 1433–1452 Philippe de Vienne
- 1452–1453 Jean d’Aussy
- 1453–1481 Guy Bernard
- 1481–1497 Jean I. d’Amboise (Haus Amboise)
- 1497–1512 Jean II. d’Amboise (Haus Amboise)
- 1512–1529 Michel Boudet
- 1530–1561 Claude Kardinal de Longwy de Givry (Haus Chaussin)
- 1562–1665 Louis de Bourbon
- 1566–1568 Pierre de Gondi (dann Erzbischof von Paris 1573–1588 und Kardinal, Abt von Saint-Aubin-d’Angers, La Chaume, Sainte-Croix de Quimperlé und Buzay)
- 1569–1614 Charles de Perusse des Cars
- 1615–1655 Sébastien Zamet
- 1655–1670 Louis Barbier de La Rivière
- 1671–1695 Louis Armand de Simiane de Gordes
- 1696–1724 François-Louis de Clermont-Tonnerre (Haus Clermont-Tonnerre)
- 1724–1733 Pierre de Pardaillan de Gondrin d’Antin (Haus Pardaillan)
- 1741–1770 Gilbert Gaspard de Montmorin de Saint-Hérem
- 1770–1802 César-Guillaume Kardinal de La Luzerne
- 1791–1802 Hubert Wandilincourt
- 1802–1823 Sedisvakanz
- Gilbert-Paul Aragonès d’Orcet (1823–1832)
- Jacques-Marie-Adrien-Césaire Mathieu (1832–1834) (dann Erzbischof von Besançon und Kardinal)
- Pierre-Louis Parisis (1834–1851) (dann Bischof von Arras)
- Jean-Jacques-Marie-Antoine Guerrin (1851–1877)
- Guillaume-Marie-Frédéric Bouange (1877–1884)
- Alphonse-Martin Larue (1884–1899) (danach Titularerzbischof von Pelusium)
- Sébastien Herscher (1899–1911) (danach Titularerzbischof von Loadicea in Phrygia)
- Marie-Augustin-Olivier de Durfort de Civbac de Lorge (1911–1918) (dann Bischof von Poitiers)
- Théophile-Marie Louvard (1919–1924) (dann Bischof von Coutances (-Avranches))
- Jean-Baptiste Thomas (1925–1929)
- Louis-Joseph Fillon (1929–1934) (dann Erzbischof von Bourges)
- Georges-Eugène-Emile Choquet (1935–1938) (dann Bischof von Tarbes und Lourdes)
- Firmin Lamy (1938–1939)
- Louis Chiron (1939–1964)
- Alfred-Joseph Atton (1964–1975)
- Lucien Charles Gilbert Daloz (1975–1980) (dann Erzbischof von Besançon)
- Léon Aimé Taverdet, F.M.C. (1981–1999)
- Philippe Gueneley (1999–2014)
- Joseph de Metz-Noblat (seit 2014)